# 斯托克韦尔骚灵事件
斯托克韦尔骚灵事件是指1772年发生在斯托克韦尔的一起骚灵事件。此事件在后来被揭穿为一场骗局。
据报道，1772年1月6日，戈尔丁夫人家里的杯子、碟子和盘子莫名其妙的从架子上掉落，而家里的食物则被胡乱扔到房间四处，房子周围也听到了异常猛烈的噪音。戈尔丁决定到她的邻居那里避难并寻求帮助，但家里发生的怪事却依然没有停止。但后来人们注意到，只有当她的仆人安·罗宾逊在场时，这些奇怪的事情才会出现，而当她的这位仆人被解雇后，奇怪的现象就彻底消失了。尽管罗宾逊行为可疑，但许多年来，公众对该案件的解释要么是恶作剧要么就是巫术所为。
威廉·霍恩在他的《每日一书》(1825)中透露，安·罗宾逊后来承认她伪造了所谓的骚灵事件。她使用马鬃和电线来移动陶器，并故意将其他东西乱扔，然后制造噪音。凯瑟琳·克劳在1848年出版的《自然之夜》中把斯托克韦尔骚灵事件当做一个完全真实的骚灵事件来描述，在书中她也并没有引用霍恩所记录的关于骗局的证词。

## 延伸阅读
- An Authentic, Candid, and Circumstantial Narrative of the Astonishing Transactions at Stockwell （页面存档备份，存于） (1809)